# Vùng Nữ Hướng đạo châu Á-Thái Bình Dương (WAGGGS)

Huy hiệu vùng của Vùng Hướng đạo châu Á-Thái Bình Dương

Khu vực nằm dưới quyền điều hành của Vùng Hướng đạo châu Á-Thái Bình Dương (WAGGGS); các quốc gia không có tổ chức nữ Hướng đạo và các nước nằm ngoài vùng có màu xám

Vùng Nữ Hướng đạo châu Á-Thái Bình Dương là văn phòng vùng của Hội Nữ Hướng đạo Thế giới có trụ sở tại Makati ở Philippines; Úc; và Nhật Bản. Vùng Nữ Hướng đạo châu Á-Thái Bình Dương (WAGGGS) phục vụ Nữ Hướng đạo trên vùng đất châu Á, phía nam của Nga phần châu Á và phần đa số thuộc Lòng chảo Thái Bình Dương.
Tất cả các cựu quốc gia cộng sản Trung Á và Liên Xô đã và đang phát triển Nữ Hướng đạo trong sự trỗi dậy phục hưng trong vùng. Rất là nhiều năm, chủ nghĩa cộng sản đã kiềm chế Nữ Hướng đạo tại Afghanistan nơi mà Hướng đạo mới bắt đầu trở lại cũng như tại Mông Cổ từng là quốc gia trong quỹ đạo của Xô Viết đầu tiên kể từ năm 1924.
Vùng này là đồng nhiệm của Vùng châu Á-Thái Bình Dương của Tổ chức Phong trào Hướng đạo Thế giới (WOSM). Không có Vùng Nữ Hướng đạo tương ứng với Vùng Hướng đạo Âu-Á của Tổ chức Phong trào Hướng đạo Thế giới; các quốc gia hậu Xô Viết được chia giữa Vùng Nữ Hướng đạo châu Âu và Vùng Nữ Hướng đạo châu Á-Thái Bình Dương của Hội Nữ Hướng đạo Thế giới.